# 比肯角

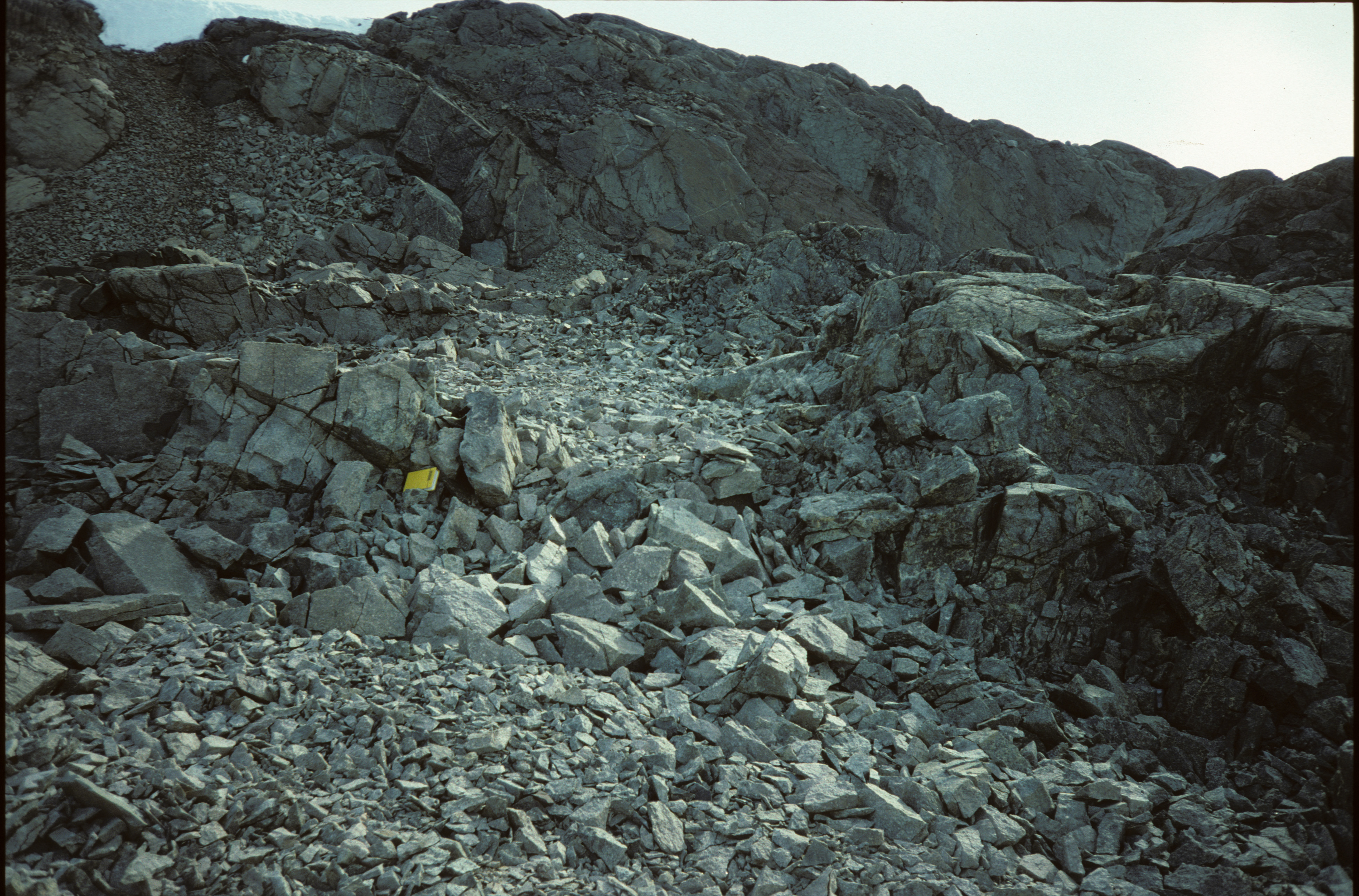

比肯角（英語：Beacon Head），是南極洲的海岬，位於葛拉漢地西岸的法利埃海岸，處於呂斯塔灣入口處北面，由英國南極探險隊命名，現時由南極條約體系管理。